# リカルド・パラシオス
リカルド・パラシオス（Ricardo Palacios、1940年3月2日 - 2015年2月11日、本名：Ricardo Lopez Nuno Diez）は、スペインの俳優。カンタブリア州レイノーサ出身。

## 人物
1960年代から映画出演するスペインの助演男優。自国ロケのハリウッド大作や合作映画にも進出し、1960年代半ばからブームになったマカロニ・ウエスタンにもメキシコ人役で多数出演した。善悪問わずに2000年代初頭まで出演活動を続けた。1970年代からは脚本、1980年代からは監督も手掛ける様になった。また、声優としても活動しており、1990年に再録された『ガンマン牧師（砦の鬼ガンマン）』（1970年/未/TV放映）では共演歴もあるクリス・ウェルタの声を当てた。

## 俳優としての特徴
キャリアの初期は本名に近いリカルド・ロペス・ヌーノ（Ricardo Lopez Nuno）を名乗っていた。大柄肥満の巨体と薄くなった頭髪と濃い髭面からマカロニウエスタンの脇役が目立ち、米国とスペイン合作でハリウッド俳優のジョン・エリクスンとジェームズ・フィルブルックが主演した『パンチョ・ヴィラの七人（パンチョ・ヴィラの復讐）』（1966年/未ソフト化）では脇役扱いながらも歴史上の人物でもあるパンチョ・ヴィラを演じた。
酒場の親父の役も目立ち、セルジオ・レオーネ監督の『夕陽のガンマン』（1965年）、エウへニオ・マルティン監督の『ガンクレイジー』（1966年）、トニーノ・ヴァレリ監督の『怒りの荒野』（1967年）、テレンス・ヤング監督の『レッド・サン』（1971年）と言う具合に後世には名作とされる作品群にも顔を見せる。また、リチャード・フライシャーがスペイン・ロケで撮った西部劇『スパイクス・ギャング』（1974年）にはリー・マーヴィンを治療する歯医者役で印象を残す。尚、当時は名前がクレジットされないことも度々だった。
合作映画にも度々登場し、日本ではビデオ発売のみとなったヴィンセント・シャーマン監督の史劇大作『セルバンテス』（1968年/未/ビデオ）ではホルスト・ブッフホルツ扮するセルバンテスの従者の大役を得た。この役は『ドン・キホーテ』のサンチョ・パンサ的なものだった。この作品にはジーナ・ロロブリジーダ、ホセ・フェラー、ルイ・ジュールダン、フランシスコ・ラバル、フェルナンド・レイ等豪華な俳優陣が出演している。
他にもハリウッド系の大作ではデーヴィッド・リーン監督の『ドクトル・ジバゴ』（1965年）のエキストラ、バート・ケネディ監督の『続・荒野の七人』（1966年）やジョン・ギラーミン監督の『エル・コンドル』（1970年）、ジョン・フランケンハイマー監督の『ホースメン（ホースメン/炎の騎馬民族）』（1971年）ジョン・ミリアス監督の『風とライオン』（1975年）にも端役ながら起用された。また、巨漢ながらも乗馬が巧みだった。

## アントニオ・マルゲリ－ティ監督に起用されて
イタリアの名物職人監督の一人であるアントニオ・マルゲリ－ティ作品に多く起用された。1967年のマカロニウエスタン『ダイナマイト・ジョー』（未ソフト化）辺りから起用され出し、1970年代は香港のショウ・ブラザーズとの合作『真・西部ドラゴン伝』（1976年/未/ビデオ）、カナリア諸島でロケされた『ワイルドトレイル』（1975年）、『酒とバラと亡霊と』（1976年/未/TV放映）などに出演した。
1980年代以降もメキシコでロケしてジョン・トラヴォルタの兄であるジョーイ・トラヴォルタが主演した『ターボクラッシュ』（1981年）やトルコでロケも敢行した『アドベンチャー・アーク アポロンの秘宝』（1983年）にも起用され、アクの強いクセ者ぶりを示しており、共演のデーヴィッド・ウォーベックやアラン・コリンズ（ルチアーノ・ピゴッツィ）との息も合っている。
1980年代以降も出演活動は継続していたが、大半の作品は日本では劇場未公開作品が殆どで、幾本がVHS化され、レンタル・ビデオ店の棚に並んだ。
3D映画で、フェルディナンド・バルディ監督、トニー・アンソニー主演の『荒野の復讐』（1981年/未/TV放映）やジュリアーノ・ジェンマ主演の『魔境のガン・ファイター』（1984年/未/ビデオ/TV放映）と言ったマカロニウエスタンの復興を目論んだものの失敗したものや、ハーヴェイ・カイテルやクラウス・キンスキーと共演したSF映画『スター・ナイト』（1985年/未/ビデオ）等がある。2015年にマドリードで死去。

## フィルモグラフィ
- 『夕陽のガンマン』（1965年）（クレジットなし）セルジオ・レオーネ監督
- 『ドクトル・ジバゴ』（1965年）（クレジットなし）デーヴィッド・リーン監督
- 『続・荒野の七人』（1966年）バート・ケネディ、ホセ・ロペス・ロデロ（助監督としてクレジット）共同監督
- 『続・夕陽のガンマン 地獄の決斗』（1966年）（クレジットなし）セルジオ・レオーネ監督
- 『ローマで起った奇妙な出来事』（1966年）（クレジットなし）リチャード・レスター監督
- 『ガンクレイジー』（1966年）エウヘニオ・マルティン監督
- 『怒りの荒野』（1967年）（クレジットなし）トニーノ・ヴァレリ監督
- 『ダイナマイト・ジョー』（1967年/未ソフト化）アンソニー・ドーソン（アントニオ・マルゲリ－ティ）監督
- 『殴りこみ兄弟（夕陽の七人/殴りこみ兄弟）』（1967年）（クレジットなし）フランク・グラフィールド（フランコ・ジラルディ）監督
- 『北から来た男、キトッシュ』（1967年/未ソフト化）ジョゼフ・マーヴィン（ホセ・ルイス・メリノ）監督、ジョージ・ヒルトン出演
- 『情無用のならず者』（1967年）ヌンツォ・マラソンマ監督
- 『激突!タイガー重戦車 最後の砲火』（1967年/未/ビデオ/TV放映）ホセ・ルイス・メリノ監督、ガイ・マディスン、スタンス・クーパー（ステルヴィオ・ロッシ）、グスタフォ・ロホ出演
- 『続・復讐のガンマン 〜走れ、男、走れ〜』（1968年/未/dvd）（クレジットなし）セルジオ・ソリーマ監督
- 『ウエスタン』（1968年）（クレジットなし）セルジオ・レオーネ監督
- 『セルバンテス（ホルスト・ブーフホルツのセルバンテス）』（1968年/未/ビデオ）ヴィンセント・シャーマン監督
- 『エル・コンドル』（1970年）ジョン・ギラーミン監督、ジム・ブラウン、リー・ヴァン・クリーフ、パトリック・オニール出演
- 『黒馬物語（マーク・レスターの黒馬物語）』（1971年）ジェームズ・ヒル監督、マーク・レスター出演
- 『ホースメン（ホースメン/炎の騎馬民族）』（1971年）（クレジットなし）ジョン・フランケンハイマー監督、オマー・シャリフ、リー・テイラー＝ヤング、ジャック・パランス出演
- 『レッド・サン』（1971年）（クレジットなし）テレンス・ヤング監督、チャールズ・ブロンスン、ウルスラ・アンドレス、三船敏郎、アラン・ドロン、キャプシーヌ出演
- 『無頼プロフェッショナル』（1971年/未/TV放映）エウヘニオ・マルティン監督、リー・ヴァン・クリーフ、ジェームズ・メースン、ジーナ・ロロブリジーダ、ジャンニ・ガルコ、セルジオ・ファントーニ出演
- 『地獄のアパッチ（情報将校アパッチ）』（1971年/未/TV放映）アリグザンダー・シンガー監督、リー・ヴァン・クリーフ、キャロル・ベーカー、ステュアート・ホイットマン出演
- 『真昼と呼ばれた男』（1973年/未ソフト化）ピーター・コリンソン監督、ホセ・マリア・オチョア助監督、リチャード・クレンナ、ステファン・ボイド、ファーリー・グレンジャー、ロザンナ・スキャッフィーノ出演
- 『スパイクス・ギャング』（1974年）リチャード・フライシャー監督、リー・マーヴィン、ゲーリー・グライムス、チャールズ・マーティン・スミス、ロン・ハワード出演
- 『真・西部ドラゴン伝』（1974年/未/ビデオ）（クレジットなし）アンソニー・M・ドースン（アントニオ・マルゲリ－ティ）監督、リー・ヴァン・クリーフ、ロー・リー、エリカ・ブラン出演
- 『風とライオン』（1975年）ジョン・ミリアス監督、ショーン・コネリー、キャンディス・バーゲン、ブライアン・キース、ジョン・ヒューストン出演
- 『ワイルドトレイル』（1975年）アンソニー・M・ドースン（アントニオ・マルゲリ－ティ）監督、ジム・ブラウン、リー・ヴァン・クリーフ、フレッド・ウィリアムスン、ジム・ケリー、カトリーヌ・スパーク出演
- 『酒とバラと亡霊と』（1976年/未/TV放映）アンソニー・M・ドースン（アントニオ・マルゲリ－ティ）監督
- 『荒野の復讐』（1981年/未/VHD/TV放映）フェルディナンド・バルディ監督
- 『ターボクラッシュ』（1981年）アンソニー・M・ドースン（アントニオ・マルゲリ－ティ）監督
- 『アドベンチャー・アーク アポロンの秘宝』（1983年）アンソニー・M・ドースン（アントニオ・マルゲリ－ティ）監督
- 『魔境のガン・ファイター』（1984年/未/TV放映/ビデオ）（クレジットなし）ドゥッチョ・テッサリ監督、ジュリアーノ・ジェンマ、ウィリアム・バーガー出演
- 『スター・ナイト』（1985年/未/ビデオ）フェルナンド・コロモ監督
- 『新・三銃士/華麗なる勇者の冒険』（1988年/未/ビデオ）リチャード・レスター監督、オリヴァー・リード、マイケル・ヨーク、リチャード・チェンバレン出演
- 『エミリオ・エステヴェスinワイルド・ウエスタン 荒野の二挺拳銃』（1998年/TV映画/ビデオ）ジーン・クィンターノ監督、トニー・アンソニー製作総指揮

## 関連文献
- Aguilar, Carlos. Ricardo Palacios: Actor, director, observador. Tantin Ediciones, 2003. ISBN 8496143155.